# Calyptothecium compressum
Calyptothecium compressum là một loài rêu trong họ Pterobryaceae. Loài này được Nog. mô tả khoa học đầu tiên năm 1973.